# Svetovno prvenstvo v alpskem smučanju 1941
Svetovno prvenstvo v alpskem smučanju 1941 je nepriznano svetovno prvenstvo v alpskem smučanju, ki je potekalo med 1. in 9. februarjem 1941 v Cortini d'Ampezzo, Italija, v treh disciplinah za moške in ženske. Mednarodna smučarska zveza leta 1946 na zasedanju tega prvenstva ni priznala, ker niso mogle nastopati vse države, posamične medalje so dovolili, toda uradno niso prištete med medalje svetovnih prvenstev v alpskem smučanju.

## Dobitniki medalj

### Moški
| Disciplina  | Zlato                             | Srebro            | Bron               |
| Smuk        | Josef Jennewein                   | Alberto Marcellin | Rudolf Cranz       |
| Slalom      | Albert Pfeifer Vittorio Chierroni |                   | Alberto Marcellin  |
| Kombinacija | Josef Jennewein                   | Alberto Marcellin | Vittorio Chierroni |

### Ženske
| Disciplina  | Zlato         | Srebro          | Bron                    |
| Smuk        | Christl Cranz | Käthe Grasegger | Anneliese Schuh-Proxauf |
| Slalom      | Celina Seghi  | Christl Cranz   | Anneliese Schuh-Proxauf |
| Kombinacija | Christl Cranz | Celina Seghi    | Anneliese Schuh-Proxauf |

## Medalje po državah
| Poz | Država  | Zlato | Srebro | Bron | Skupaj |
| 1   | Nemčija | 5     | 2      | 4    | 11     |
| 2   | Italija | 2     | 3      | 2    | 7      |